# Konrad Henlein
Konrad Ernst Eduard Henlein (Reichenberg —hoy Liberec—, 6 de mayo de 1898-Pilsen, 10 de mayo de 1945) fue un político nazi y obergruppenführer alemán de los Sudetes, colaborador con el Protectorado de Bohemia y Moravia durante la Segunda Guerra Mundial.

## Biografía
Henlein nació en Maffersdorf (hoy Vratislavice, un barrio de Liberec, República Checa), integrado entonces en el Imperio austrohúngaro. Su padre era un burócrata de origen austríaco, pero su abuelo materno era étnicamente checo, por lo cual debió modificar el apellido de soltera de su madre para germanizarlo: de Dvořáček dicho apellido fue modificado a Dworatschek, dándole una pronunciación y grafía más germánica. Sirvió con el Ejército austrohúngaro durante la Primera Guerra Mundial, siendo por un tiempo prisionero de los italianos.

## Trayectoria política
Tras el fin de la guerra, se dirigió a su ciudad natal, constituida ahora como parte de Checoslovaquia. Allí empezó a trabajar en un banco, así como a participar activamente en la vida política de la región, llegando a ser jefe del Frente Patriótico de los Alemanes de los Sudetes (Sudetendeutsche Heimatfront), partido que fundó el 1 de octubre de 1933.
Hacia 1930, Henlein mostraba un proyecto político más inclinado a la integración checoslovaca, defendiendo la autonomía de los alemanes de los Sudetes, pero opuesto a los nazis. No obstante, desde 1937 se unió a la corriente separatista dentro de la comunidad alemana, estimulada por el líder nazi Karl Hermann Frank. Henlein abrazó las ideas de este grupo y promovió también el separatismo, postulando que la minoría étnica alemana —casi el 80% de la población de los Sudetes— debería ser parte de la Alemania nazi. La popularidad del Frente, renombrado Partido Alemán de los Sudetes (Sudetendeutsche Partei, SdP) para participar en las elecciones de 1935, apoyó significativamente a la propaganda nazi que presionaba desde Alemania, con el fin de que el Gobierno checoslovaco otorgase mayor autonomía a los alemanes de los Sudetes —aunque el objetivo final de Adolf Hitler era la anexión de los Sudetes al Tercer Reich—.
Durante la crisis de los Sudetes de 1938, los nazis había movilizado ya un fuerte aparato de propaganda destinado a influir sobre Francia y Gran Bretaña para que aceptasen el expansionismo alemán en la región, mientras se intimidaba a los checos residentes en la zona. Henlein, siguiendo órdenes de Hitler, ayudó a intensificar la tensión étnica en los Sudetes al incrementar sustancialmente sus demandas y requerimientos al Gobierno de Praga, hasta un extremo que —como el propio Henlein reconoció años después—[cita requerida] se formulaban demandas «sabiendo que no podrían ser concedidas». Al mismo tiempo, Henlein se reunió con el enviado británico, lord Walter Runciman, a quien impresionó con las ansias de los alemanes de los Sudetes de «unirse al Reich». En septiembre de 1938, tras un discurso en Núremberg en el que Hitler amenazaba directamente a Checoslovaquia, Henlein planeó e hizo ejecutar multitud de ataques terroristas contra las autoridades checas en los Sudetes, al punto que debió refugiarse en Alemania en la época de la Conferencia de Múnich.

### Ocupación alemana de Checoslovaquia

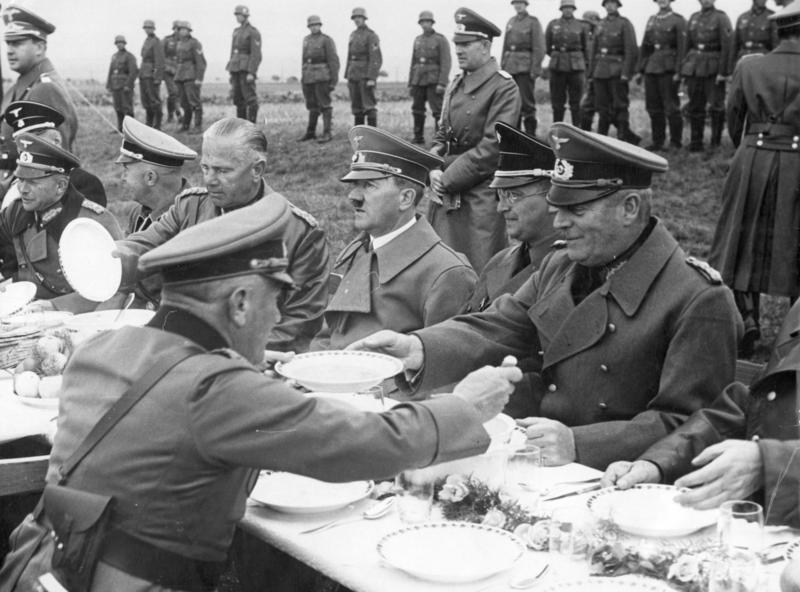
Henlein, con gafas, sentado junto a Hitler en la visita de este a los Sudetes a comienzos de octubre de 1938.

Cuando la Wehrmacht entró en los Sudetes en octubre de 1938, dando inicio a la ocupación alemana de Checoslovaquia, Henlein volvió con las tropas alemanas y el 5 de noviembre fusionó formalmente el Partido Alemán de los Sudetes con el Partido Nazi. Tras invadir finalmente el resto de Checoslovaquia el 15 de marzo de 1939, Henlein fue designado jefe de la Administración civil del Protectorado de Bohemia y Moravia; aunque, pocos meses después, la mayor parte del poder efectivo pasó a otro alemán de los Sudetes: Karl Hermann Frank. El 1 de mayo, Henlein fue designado Gauleiter de los Sudetes, posición que mantuvo hasta el fin de la Segunda Guerra Mundial. 
En abril de 1945, cuando el Ejército Rojo irrumpió en el Protectorado y avanzó hacia Praga, Henlein permaneció en la región de los Sudetes, donde pudo entregarse a las tropas estadounidenses a inicios de mayo. No obstante, allí se enteró de que, al terminar la contienda, los estadounidenses lo entregarían al Gobierno checoslovaco para ser juzgado. Ante ello, el 10 de mayo, Henlein se suicidó en el campo de prisioneros que el ejército de Estados Unidos mantenía en Pilsen, cortando las venas de su muñeca con los vidrios de sus lentes. Fue sepultado en una tumba anónima de la misma ciudad.